# Paracilicaea stauros
Paracilicaea stauros is een pissebeddensoort uit de familie van de Sphaeromatidae. De wetenschappelijke naam van de soort is voor het eerst geldig gepubliceerd in 2005 door Schotte & Kensley.